# Jesús Villafañe
Jesús Villafañe Marquina (Barinas, 19 de novembro de 1986) é um jogador de voleibol de praia venezuelano, com marca de alcance no ataque de 320 cm e 315 cm no bloqueio.

## Carreira
Em 2005 disputou o Mundial Sub-21 no Rio de Janeiro e ao lado de Jackson Henríquez obteve a medalha de prata. Na edição do ano seguinte, sediada em Mysłowice, terminou na vigésima nona posição com Rodolfo Serquera.
Em 2010 formou dupla com Igor Hernández e disputaram a edição Jogos Sul-Americanos de Praia de 2010, em Medellín, conquistando a medalha de ouro e no mesmo ano a medalha de ouro nos Jogos Centro-Americanos e do Caribe realizados em Mayagüez.
Nos Jogos Olímpicos de Verão de 2012 representou seu país ao lado de Hernández, caindo na fase de grupos. Em 2014 competiu com Jackson Henríquez na conquista da medalha de prata nos Jogos Centro-Americanos e do Caribe, sediados em Veracruz.e nos Jogos Sul-Americanos de Praia de 2014 em La Guaira conquistaram a medalha de ouro.